# Luis Scola

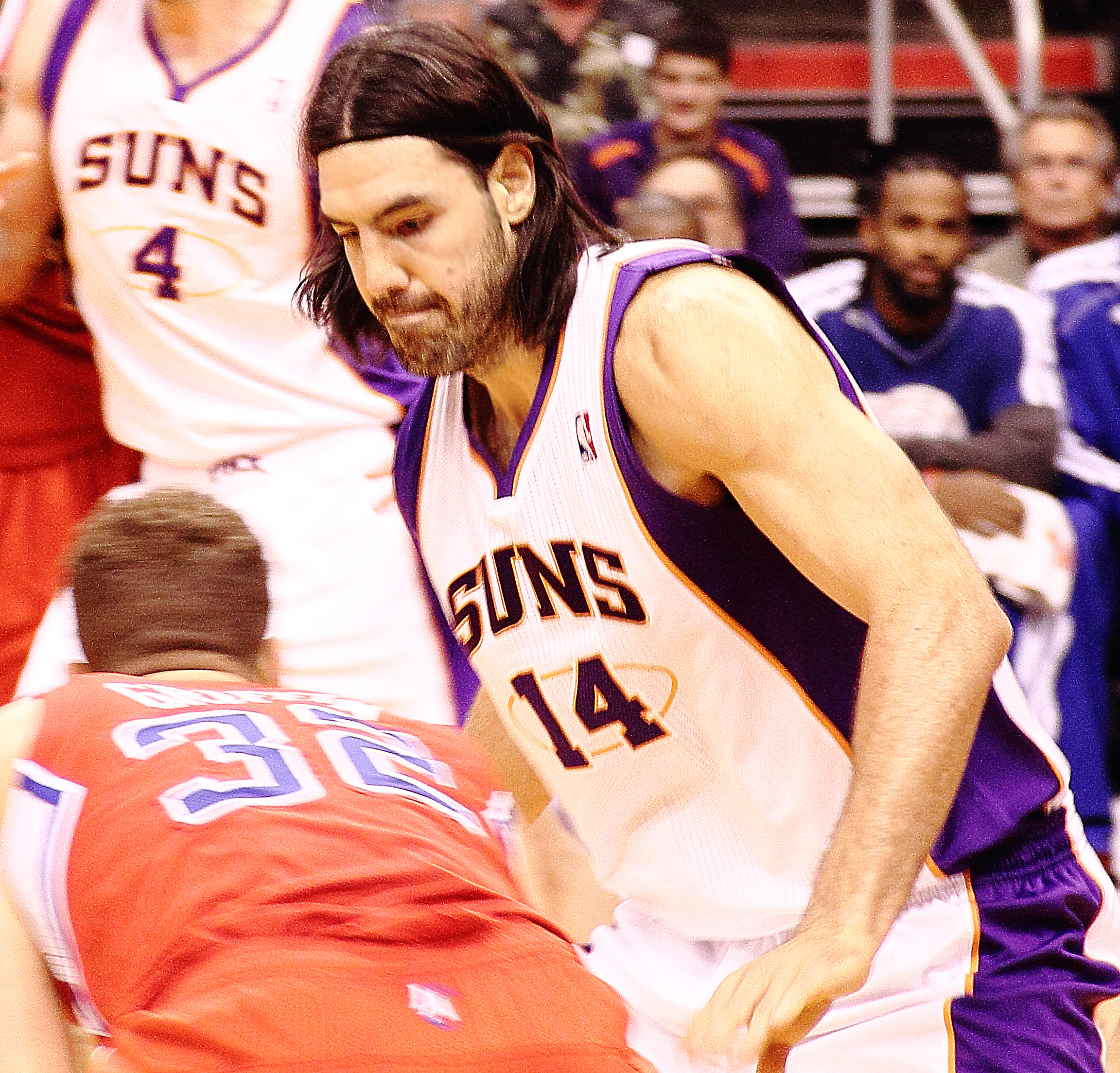
Luis Scola med Phoenix Suns, 2012.

Luis Alberto "Luifa" Scola Balvoa, född 30 april 1980 i Buenos Aires, är en argentinsk tidigare basketspelare (power forward).

## Landslagskarriär
Luis Scola var med och vann OS-guld 2004 i Aten mot Italien i finalen, efter att sensationellt ha slagit ut USA i semifinalen. Detta var Argentinas första medalj i herrbasket vid olympiska sommarspelen. Scola blev Argentinas bäste poänggörare i finalen, med 25 poäng. Fyra år senare var han också med och tog Argentinas andra medalj i herrbasket, OS-bronset 2008 i Peking.

## Lag
- Ferro Carril Oeste (1996–1998)
- Tau Ceramica (1998–2007)
  - →  Gijón Baloncesto (1998–2000, lån)
- Houston Rockets (2007–2012)
- Phoenix Suns (2012–2013)
- Indiana Pacers (2013–2015)
- Toronto Raptors (2015-2016)
- Brooklyn Nets (2016–2017)
- Shanxi Brave Dragons (2017–2018)
- Shanghai Sharks (2018–2019)
- Olimpia Milano (2019–2020)
- Pallacanestro Varese (2020–2021)